# Vermin Supreme

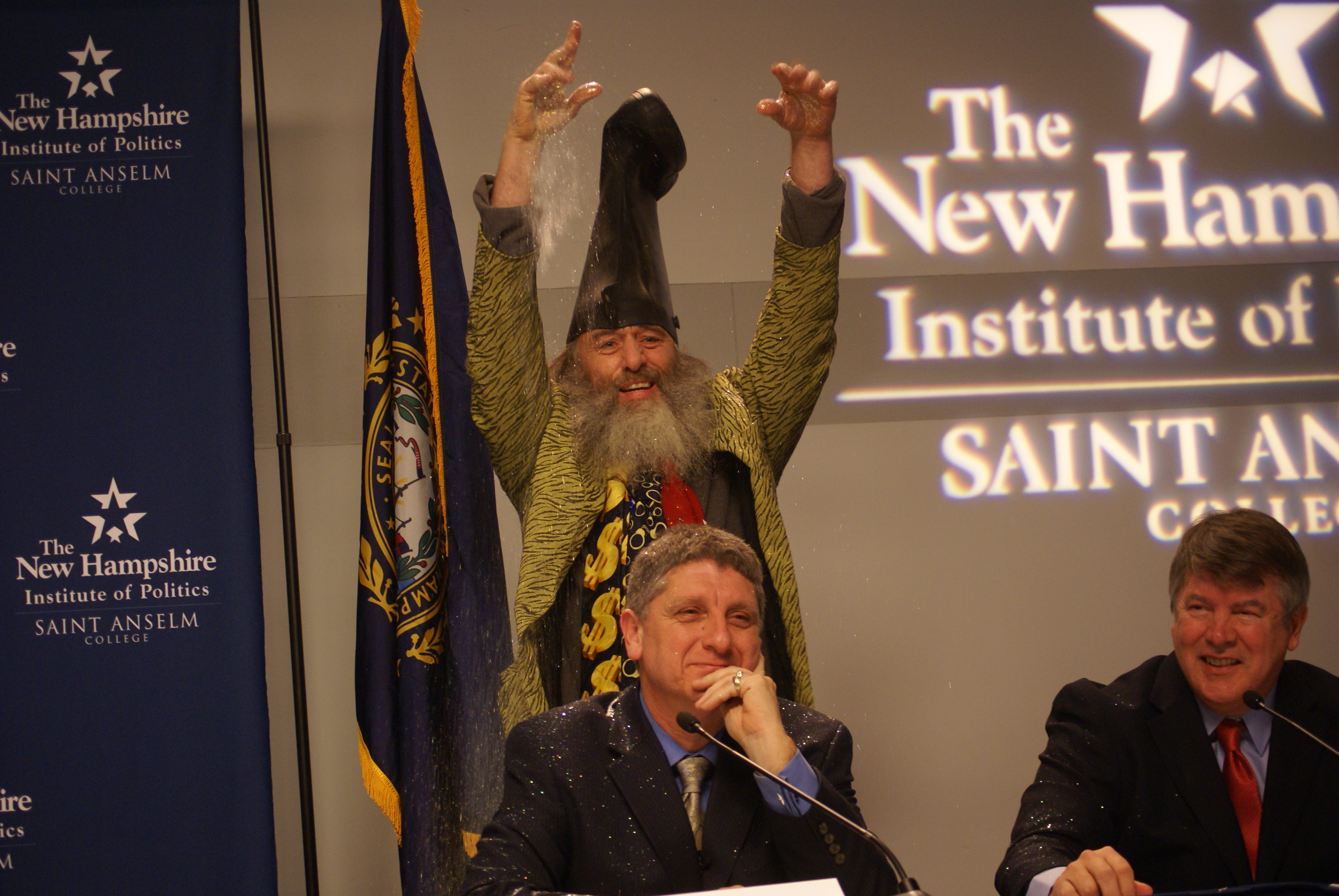

Vermin Love Supreme (n. 3 iunie 1961, Rockport⁠(d), Massachusetts, SUA) este un artist, politician și activist american care a candidat la diferite alegeri locale, de stat și naționale din Statele Unite. În prezent, este membru al comitetului judiciar al Partidului Libertarian. Supreme este cunoscut pentru purtarea unei cizme sub formă de pălărie și purtarea unei periuțe de dinți mari și a spus că, dacă va fi ales președinte al Statelor Unite ale Americii, va adopta o lege prin care oamenii își vor spăla dinții. El a militat pe o platformă de conștientizare a apocalipsei zombie și de cercetare a călătoriilor în timp și a promis un ponei gratuit pentru fiecare american.

## Poziții politice
Supreme candidează în general ca un candidat satiric, făcând propuneri considerate aberante sau nerealiste și comunicând într-un mod neortodox pentru a ironiza politicienii și sistemul politic. Vestimentația sa excentrică include mai multe cravate și o cizmă pe cap, iar uneori poartă cu el o periuță de dinți uriașă. El a creat atenție acordând interviuri reporterilor și intrând în evenimente de campanie pentru candidații importanți. Unele dintre temele principale ale campaniilor lui Supreme sunt instituirea unei legi obligatorii de periere a dinților, oferirea unui ponei gratuit fiecărui american, folosirea zombilor pentru energie regenerabilă, conștientizarea apocalipsei zombilor și cercetarea călătoriilor în timp. El a evitat în mare măsură să discute probleme politice majore până la campania sa prezidențială din 2020, care a fost mai serioasă. Suprem a candidat în diverse moduri ca republican, democrat și libertarian.
Supreme și-a discutat vederile politice într-un videoclip promoțional din 2008. El a spus că era înregistrat ca republican la acea vreme, dar că înclina spre anarhism și era influențat de Internaționala Situaționistă, dadaism și discordianism. El a afirmat că libertarienii "sunt doar despre abolirea guvernului și lăsarea lucrurilor să cadă unde vor", ceea ce a numit o greșeală, deși mai târziu a spus că această afirmație se baza pe un "prejudecată" din "lipsă de cunoaștere". El a susținut că republicanii doresc să anuleze guvernul, dar "nu oferă nicio alternativă pentru a ajuta oamenii decât caritatea." Viziunea lui Supreme asupra anarhismului nu necesită guvern și se bazează pe cetățeni pentru a-și asuma responsabilitatea pentru ei înșiși și pentru ceilalți, citând "ajutorul reciproc și sprijinul și îngrijirea cetățenilor noștri" ca elemente cheie. În acest sens, Supreme a cerut o demontare treptată a guvernului, în timp ce cetățenii preiau treptat responsabilitățile. El a afirmat că americanii nu mai știu cum să fie cetățeni, punând o parte din vină pe școlile care învață într-un mod "foarte distorsionat și jingoist".
Discutând despre campania sa prezidențială în videoclip, Supreme descrie campania sa de "umor glumeț" ca un răspuns la minciunile pe care oamenii le primesc de la mass-media și de la guvern.
Într-un interviu cu revista New Hampshire în 2018, Supreme și-a etichetat convingerile politice ca "anarhist social" și a opinat că Peter Kropotkin "a fost un mare gânditor și scriitor anarhist".

## Campanii Politice

### Activitatea politică timpurie
În 1986, Supreme s-a alăturat Great Peace March for Global Nuclear Disarmament (Marele Marș pentru Pace Globală și Dezarmare Nucleară) pentru a protesta împotriva armelor nucleare. Prima campanie politică a lui Supreme a fost pentru funcția de primar al orașului Baltimore în 1987. La acea vreme, Supreme nu avea venituri și a spus mai târziu că a candidat „în principal pentru a-mi da un proiect... ceva de făcut.” Alegerile au fost câștigate de Kurt Schmoke.

### Campanii prezidențiale
Supreme a candidat în fiecare alegeri prezidențiale din 1992.

#### 2004
Supreme a făcut campanie în alegerile primare prezidențiale din Washington, D.C. în 2004, unde a primit 149 de voturi.

#### 2008
Supreme a făcut campanie în alegerile primare republicane din New Hampshire în 2008. A primit 41 de voturi (0.02%) în primarele din New Hampshire. Conform Comisiei Electorale Federale (FEC), a primit, de asemenea, 43 de voturi la nivel național în alegerile generale.

#### 2012
Supreme a făcut campanie ca democrat în alegerile prezidențiale din SUA din 2012. Candidatura sa a fost susținută de Good Humor Party (Partidul Bunului Umor). La 14 aprilie 2011, Supreme a participat la Prima Dezbatere a Noului Ciclu Electoral la Convenția Dizidenților IGLO, care a inclus și pe Jimmy McMillan, Jill Stein și alții. El s-a calificat pentru a fi listat pe buletinul de vot al primarelor Partidului Democrat din New Hampshire în 2012. La 29 octombrie 2011, Supreme a participat la o dezbatere satirică împotriva unui reprezentant al campaniei ocultistului britanic decedat Aleister Crowley. La 19 decembrie, a participat la "Lesser-Known Democratic Candidates Presidential Forum" (Forumul Prezidențial al Candidatilor Puțin Cunoscuți) la Institutul de Politică din New Hampshire de la Colegiul Saint Anselm și l-a „bombardat cu sclipici” pe colegul candidat Randall Terry.
El a fost candidat în caucusurile democrate din Iowa și a primit 1,4% din voturi la 3 ianuarie 2012. La 10 ianuarie 2012, în primarele democrate din New Hampshire, Supreme a primit 833 de voturi (Barack Obama a câștigat primarele cu 49.080 de voturi). La 25 august, Supreme a anunțat noul său partid politic, The Free Pony Party (Partidul Poneilor Gratuiți), și că l-a ales pe oponentul său Jimmy McMillan ca partener de campanie. În contrast, McMillan a declarat că încă candidează pentru președinte pe platforma Rent Is Too Damn High Party (Partidului Chiria Este Prea Mare) și că Supreme ar fi partenerul său de campanie. În octombrie, Supreme a participat la o dezbatere găzduită de Peter Schiff în emisiunea radio Peter Schiff, care a prezentat un panel de candidați prezidențiali ignorați, inclusiv McMillan, candidatul independent Santa Claus și candidatul republican Edgar Lawson.

#### 2016
Supreme a încercat o altă candidatură prezidențială în 2016. El a pornit într-un turneu de 20 de orașe pentru a strânge susținere pentru campania sa și a căutat să se califice pentru fonduri de potrivire de la Comisia Electorală Federală (FEC). El a depus candidatura ca democrat în primarele prezidențiale din New Hampshire la 21 noiembrie 2015. Nu a fost invitat să revină la Forul Candidatilor Puțin Cunoscuți din cauza incidentului cu sclipiciul cu Randall Terry din 2011. Cu puțin înainte de primare, a fost observat adresându-se candidaților republicani Chris Christie și Ted Cruz printr-un megafon. Supreme l-a implicat pe Christie într-o dezbatere informală despre platforma sa de ponei gratuiți, în timpul căreia l-a acuzat pe Christie că urăște poneii și l-a întrebat pe Cruz dacă crede că apa folosită la simulările de înecare ar trebui să conțină fluor.
Supreme a primit 256 de voturi în primarele din 9 februarie 2016, clasându-se pe locul patru după fostul guvernator al Marylandului, Martin O'Malley, care s-a retras după caucusurile din Iowa.
La 4 martie, Supreme și-a schimbat afilierea la Partidul Libertarian. A primit votul unui singur delegat în prima rundă de votare pentru nominalizarea prezidențială la Convenția Națională Libertariană din 2016.

#### 2020
Supreme a candidat din nou pentru președinte în 2020, de data aceasta ca libertarian. Aceasta a marcat prima dată când Supreme a desfășurat o campanie „legitimă”, concentrându-se pe probleme reale, mai degrabă decât satirice, și folosind sloganul „În Glumă”. În timp ce Supreme a continuat să folosească umorul satiric, s-a concentrat mai mult pe probleme politice legitime. El a cerut încetarea războaielor externe și a susținut grațierea infractorilor non-violenți de droguri, încetarea războiului împotriva drogurilor și reducerea încarcerării, pe care a numit-o prioritatea sa principală. În ceea ce privește pandemia COVID-19, Supreme l-a criticat pe președintele Donald Trump, argumentând că ar fi trebuit să acorde mai multă atenție virusului și să facă testele mai accesibile. El a promis satiric să facă COVID-19 ilegal și, într-un joc pe promisiunea sa de campanie de a merge înapoi în timp și a „ucide bebelușul Hitler,” a promis să meargă înapoi în timp și să „ucidă bebelușul COVID.” El a promis în glumă să creeze „zone libere de COVID-19” deoarece „funcționează atât de bine pentru lucruri precum armele și drogurile.”
El a câștigat alegerile primare de preferință prezidențială libertariană din New Hampshire la 11 februarie 2020. La 3 martie 2020, Supreme a fost declarat câștigătorul primarelor din Massachusetts. S-a retras pe 23 mai 2020, după ce Jo Jorgensen a primit nominalizarea Partidului Libertarian pentru președinte. Întâmplător, partenerul de campanie al lui Supreme, Spike Cohen, a fost ales candidatul libertarian pentru vicepreședinte.

#### 2024
Supreme candidează din nou pentru președinte în 2024, de data aceasta pentru nominalizarea democrată. Supreme a obținut până acum acces pe buletinul de vot într-un stat pentru primarele democrate, New Hampshire. La 8 decembrie 2023, Supreme a apărut la Forul Candidatilor Puțin Cunoscuți găzduit de Colegiul Saint Anselm din Manchester, New Hampshire. Supreme s-a clasat pe locul cinci în primarele democrate din New Hampshire cu 0,7% din voturi. Supreme a apărut, de asemenea, pe buletinul de vot pentru nominalizarea prezidențială a Partidului Legalize Marijuana Now în Minnesota la 5 martie 2024. S-a clasat pe locul patru din cinci candidați cu 15,08% din voturi.

### Alte campanii
În 2018, Supreme și-a exprimat interesul de a candida pentru funcția de guvernator al Kansasului. Deși nu locuia în stat, Kansas avea foarte puține cerințe stricte pentru a candida la funcție. Mai mulți adolescenți care profitau de lipsa cerințelor au depus candidatura pentru funcția de guvernator, iar pentru a nu le lua voturi, Supreme a decis să candideze pentru funcția de procuror general, devenind un provocator pentru actualul republican Derek Schmidt. Lipsa cerințelor pentru a candida, așa cum sunt prevăzute în Constituția statului, a fost apreciată de Supreme: „Aceasta este cu adevărat o lacună foarte interesantă și atractivă,” a spus el. „Cred că este un lucru foarte bun pentru democrație.” Desarae Lindsay din Texas a fost numită trezorierul campaniei sale și l-ar fi însoțit în campania prezidențială din 2020. Supreme a fost descalificat în cele din urmă din a candida pe baza non-rezidenței sale în stat, adresa sa de acasă fiind în Massachusetts.
La 24 august 2020, Supreme a anunțat că va lansa o campanie de scriere pentru nominalizarea libertariană pentru alegerile senatoriale din Massachusetts din 2020.

## „Right to pony” în timpul turneului de carte al lui Clinton din 2017
În decembrie 2017, Hillary Clinton a planificat să viziteze Concord, New Hampshire, pentru un turneu de promovare a noii sale cărți „What Happened”. Înainte de prezentarea sa, Supreme a planificat o demonstrație în fața librăriei în timpul evenimentului. Demonstrația urma să fie un „protest cu ponei” și să includă cel puțin un ponei. Supreme are o istorie de a promite ponei alegătorilor și a afirmat că Clinton nu iubește suficient poneii. Când Supreme a solicitat un permis de protest pentru demonstrația sa, poliția a cerut orașului să-i refuze cererea.
Ca răspuns, Supreme a afirmat „dreptul la ponei” și l-a angajat pe Marc Randazza, un avocat cunoscut pentru apărarea drepturilor de Primul Amendament, pentru a-l reprezenta în procesul împotriva orașului Concord pentru permis. Curtea a decis în favoarea lui Supreme, emitând un ordin ca orașul să-i ofere un permis, să-i permită să protesteze la eveniment și să-i permită să aducă ponei. O stipulație a fost că Supreme trebuia să plătească pentru parcare pentru ponei la aceeași rată ca pentru mașini.
Când Supreme a prezentat protestul cu ponei, a avut loc o paradă. Peste 1.000 de oameni au participat la semnarea cărții și la protest.